# جسیکا گراهام
جسیکا گراهام (انگلیسی: Jessica Graham؛ زادهٔ ۱ ژانویهٔ ۱۹۵۳) بازیگر، تهیه‌کننده و معلم مراقبه آمریکایی است.
از فیلم‌هایی که وی در آن نقش داشته‌است، می‌توان به دختر شیطان و و سپس لولا آمد اشاره نمود.